# Генрік Нільссон
Генрік Нільссон  (швед. Henrik Nilsson, 15 лютого 1976) — шведський веслувальник, олімпійський чемпіон.

## Виступи на Олімпіадах
| Олімпіада    | Дисципліна                     | Місце    |
| ------------ | ------------------------------ | -------- |
| Атланта 1996 | байдарка-четвірка, 1000 метрів | 6        |
| Сідней 2000  | байдарка-двійка, 500 метрів    | 9        |
| Сідней 2000  | байдарка-двійка, 1000 метрів   | 2        |
| Афіни 2004   | байдарка-двійка, 500 метрів    | 4 h2r2/3 |
| Афіни 2004   | байдарка-двійка, 1000 метрів   | 1        |
| Лондон 2012  | байдарка-двійка, 1000 метрів   | 5        |

## Зовнішні посилання
- Досьє на sport.references.com [Архівовано 1 вересня 2011 у Wayback Machine.]